# Alessandro Capone
Alessandro Capone (* 25. Juli 1955 in Rom) ist ein italienischer Regisseur und Drehbuchautor.

## Leben
Capone begann seine künstlerische Karriere im Teenageralter als Musiker und arbeitete als Maler, Illustrator, Designer und Fotograf. Von 1976 an interessierte er sich auch für das Theater und trat in Komödien und Revuen auf. 1979 schrieb er sein erstes Filmdrehbuch; anfangs arbeitete er mehrmals mit Michele Massimo Tarantini zusammen. Zehn Jahre später legte Capone seinen Debütfilm vor, den er in den USA drehte. Bald war er für das Fernsehen mit Extralarge, einer Serie mit Bud Spencer tätig und wechselte in den Folgejahren zwischen diesen beiden Formaten.
Die Arbeit für das Theater führte Capone ebenfalls fort: mit I cavalieri della tavola rotonda schrieb und inszenierte er eine vielbeachtete musikalische Komödie. Im neuen Jahrtausend war er wieder für Kriminalserien tätig; er inszenierte 2005 Orgoglio, dann 33 Episoden von Distretto di polizia und 2010 I delitti del cuoco.

## Filmografie (Auswahl)
- 1988: Tanz der Hexen 2 (Streghe)
- 1992: Zwei Supertypen in Miami (Extralarge) (Fernsehserie, 2. Staffel)
- 2007:	L’amour caché
- 2010: I delitti del cuoco (Fernsehserie)